# Фуллер, Томас (писатель)
Томас Фуллер (англ. Thomas Fuller; 24 июня 1654, Роузхилл, графство Сассекс — 17 сентября 1734) — английский священник, историк, биограф, интеллектуал, писатель

, врач, доктор богословия.

## Биография
Родился в семье приходского священника. Его дядей и крёстным отцом был доктор Джон Давенант, епископ Солсбери.
В возрасте 13 лет был принят в Куинз-колледж (Кембриджский университет), которым тогда руководил его дядя. В 1625 годах получил степень бакалавра, в июле 1628 года стал магистром. В ноябре 1628 года перешёл на учёбу в кембриджский Сидни-Сассекс-колледж. Врач.
Практиковал медицину в Севеноксе. В 1630 году получил должность викария колледжа Тела Христова в Кембридже. Благодаря искусному ораторству вскоре привлёк к себе внимание. В 1634 году стал священником в Бродвиндзоре, Дорсет Бристольской епархии.
С началом Гражданской войны в Англии лишился прихода, некоторое время с успехом проповедовал в судебных иннах, затем в часовне Сент-Мэри Савой (St Mary Savoy). Проповеди Фуллера были настолько остроумными, что слушатели порой располагались даже в церковном дворе, чтобы услышать их. Он призывал подписать петицию к королю и предлагал лично доставить её в Оксфорд, где в то время находился Карл I. Однако, в Аксбридже делегацию задержали сторонники Парламента, и Фуллер с друзьями на некоторое время угодил в тюрьму, но петиция всё же попала к королю и была опубликована вместе с его ответом.
В марте 1643 года Фуллер прочитал проповедь в Вестминстерском аббатстве, в июле выступил ещё раз с речью о необходимости церковных реформ и был вынужден покинуть Лондон.
Присоединился к роялистам в Оксфорде, и через год стал капелланом полка сэра Ральфа Хоптона. Во время войны он почти не писал, в эти годы потерял всю свою библиотеку и многие рукописи, — а после её окончания посвятил остаток дней писательской и переводческой деятельности.
После Реставрации он стал доктором богословия в Кембридже и возобновил свои лекции.

## Творчество
В 1723 году опубликовал «Pharmacopoeia Domestica» («Фармакопею отечественную»), а в 1730 году «Exanthematologia, Or, An Attempt to Give a Rational Account of Eruptive Fevers, Especially of the Measles and Small Pox» («Экзантематологию или Попытку дать рациональное описание вспышки, особенно кори и оспы»). В 1732 году он издал сборник пословиц под названием «Gnomologia: Adagies and Proverbs; wise sentences and witty saying, ancient and modern, foreign and British»,
Автор многих афоризмов:
- «Как бы ты ни был высок, закон выше тебя»[3].
- «Узнайте свои ошибки и недостатки, чтобы исправить их. Известная болезнь наполовину излечена».
- «Пусть твои пороки умирают до тебя»
- «Не шути о немощи другого человека. Помни своё».
- «Всегда говорите Истину: там, где её не любят, не уважают и боятся».
- «Если ты мудр, ты знаешь своё собственное Невежество; и ты невежествен, если не знаешь себя самого».
- «Помогай, если сможешь, страдающим чем-то реальным; Что касается слёз, они - только вода, что хорошего они могут сделать?».
- «Толпа не Компания».
- «Отец - это сокровище, брат - утешение; но друг — это оба».